# 李碧葱
李碧葱（罗马拼音：Lee Pik-Tsong，？—），生於印尼，籍貫廣東惠州，印尼華僑，康業國際集團有限公司創辦人，康業信貸快遞有限公司、康業信貸有限公司等若干企業董事長。她畢業於中國華僑大學医疗系，1972年移居香港發展，和丈夫李常盛開始經營多元化業務，包括酒樓、超級市場、財務金融等。

## 公職
中国高等院校香港校友会联合会名誉会长、香港侨界社团联会常务董事和妇女主任、香港华侨华人总会副会长員香港侨界社团联会副会长兼妇女主任、香港华侨华人总会会长、香港李氏宗亲会荣誉会长、华侨大学董事会副董事长、福建社团总会常董、福建省妇委特约代表、广东社团总会副会长、港区妇联代表联谊会名誉会长、第八届中国侨联委员。
其後於2012年6月14日，正式接任香港华侨华人总会會長。

## 外部連結
- 李碧葱:奉献爱心的幸福女人 （页面存档备份，存于）